# Грб Источног Тимора
Грб Источног Тимора је званични хералдички симбол државе Демократска Република Источни Тимор. Грб је уведен 18. јануара 2007. у употребу.
Састоји се од штита око којег је круг са натписом „Демократска Република Источни Тимор“ ("REPÚBLICA DEMOCRÁTICA DE TIMOR-LESTE") и скраћеница за исти натпис "RDTL". Испод штита је трака с девизом на португалском: "Unidade, Acção, Progresso" (Јединство, Акција, Напредак). У центру грба је слика Калашњикова, као и код грба Мозамбика и грба Зимбабвеа. Унутар штита се још налазе лук и стрела, пиштољ, књига, копље, звезда, два листа пиринча и клип кукуруза на црној основи.